# 2nd Mini Album Special Edition
2nd Mini Album Special Edition（セカンド ミニアルバム スペシャル エディション）は、韓国の女性5人組の歌手グループ、KARAのミニアルバム。

## 概要
- 2009年2月14日、「Honey」（蜂蜜を舐める仕草のハニーダンス）をKBSミュージックバンクで初披露、そして2月16日に『2nd Mini Album : Special Edition』を発表しプロモーション活動を開始。「Honey」は2ndミニアルバム『Pretty Girl』1曲目の「하니（ハニー）」のアレンジを変更したものであったが、3月には歌謡番組のヒットチャートでKARAとして初の1位を獲得し、さらに翌週も引き続き1位を取るなどKARAにとって人気アイドルグループとしての地位を固めた記念すべき1曲となった。M.net "M countdown"で初めて1位を獲得したのは3月5日、地上波のSBS人気歌謡で初めて1位を獲得したのは3月8日。
- 4月をもって、次のアルバム準備のためにプロモーション活動を終了。

## 収録曲
1. Honey
2. 이게 뭐야 (Plastic Ver.) / 何これ? (Plastic Ver.)
3. Pretty Girl (Bani Ver.)
4. 굿데이(GOODDAY) Season 2 / グッドデイ(GOODDAY) Season 2
5. Pretty Girl (School Rock Ver.|Bonus Track)
6. Honey (하니) Ver2 / Honey (ハニー) Ver2 (Bonus Track)